# 中国科学院古脊椎动物与古人类研究所
中国科学院古脊椎动物与古人类研究所（简称中科院古脊椎所，Institute of Vertebrate Paleontology and Paleoanthropology，缩写为 IVPP），中国科学院直属研究单位之一。

## 历史
最早前身为1929年4月于北京成立的地质调查所新生代研究室。1951年归入中国科学院古生物研究所，改称新生代与脊椎古生物研究组，1953年脱离古生物研究所，在北京建立中国科学院古脊椎动物研究室，1957年升格为古脊椎动物研究所，1960年改称古脊椎动物与古人类研究所。